# Western Public Service Building
El Western Public Service Building (también conocido como Nebraska Public Power District Building) es un edificio histórico en la ciudad de Scottsbluff, en el estado de Nebraska (Estados Unidos). Fue diseñado en estilo art déco y construido en 1931. Fue incluido en el Registro Nacional de Lugares Históricos el 15 de octubre de 2004.

## Historia
Fue construido entre 1930 y 1931 por Ernest Leafgreen para Western Public Service Company, una empresa de electricidad cuyo presidente era E. C. Van Diest. Fue diseñado en estilo art déco por el arquitecto de Scottsbluff Everett L. Goldsmith, con "revestimiento de terracota de las dos fachadas públicas, el oeste y el norte".
La Western Public Service Company fue vendida al Consumers Public Power District en 1942, que se fusionó con el Nebraska Public Power District (NPPD). Después de que NPPD se mudó en marzo de 2003, Frank Enterprises compró el edificio.

## Galería

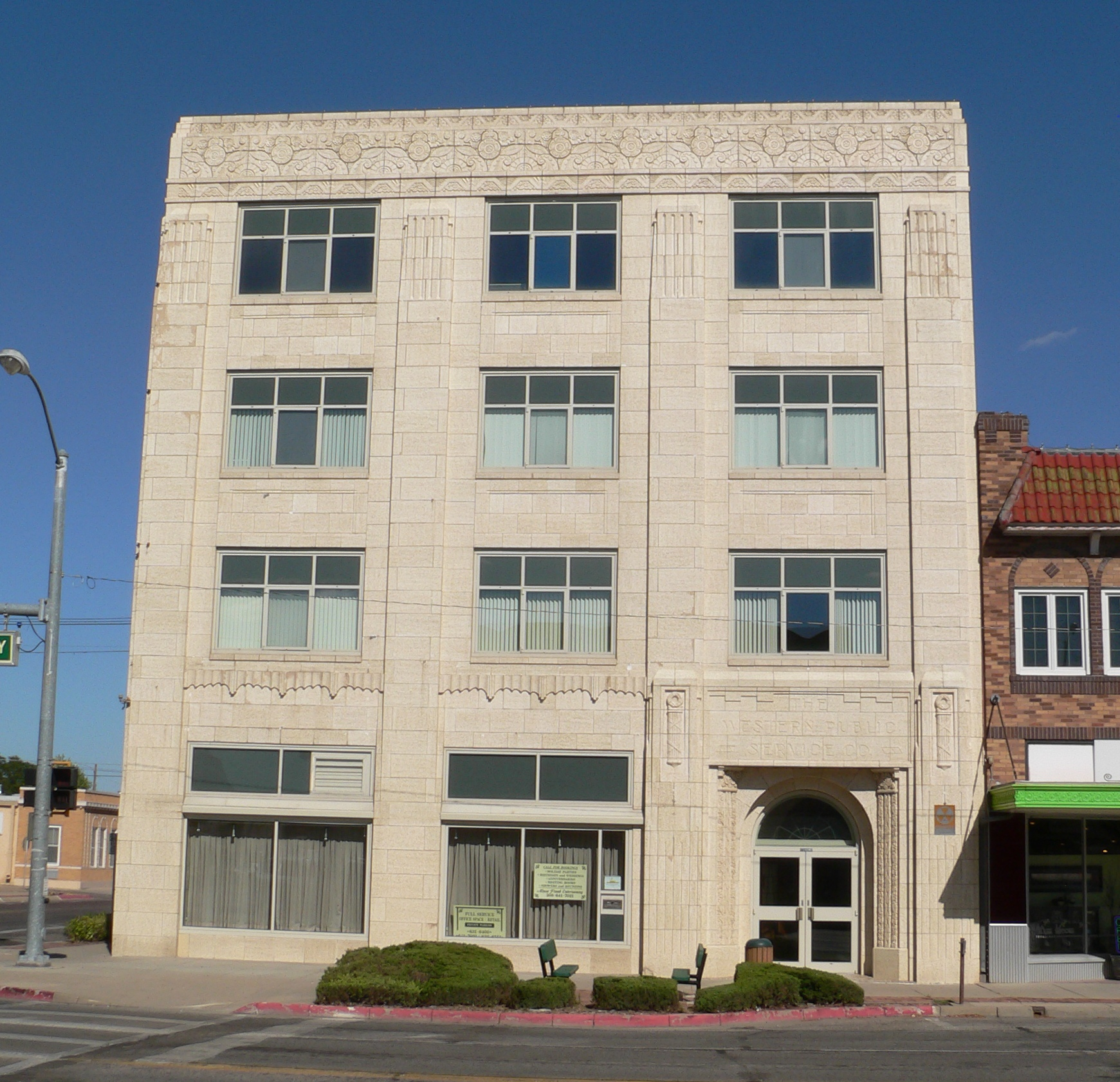
Fachada
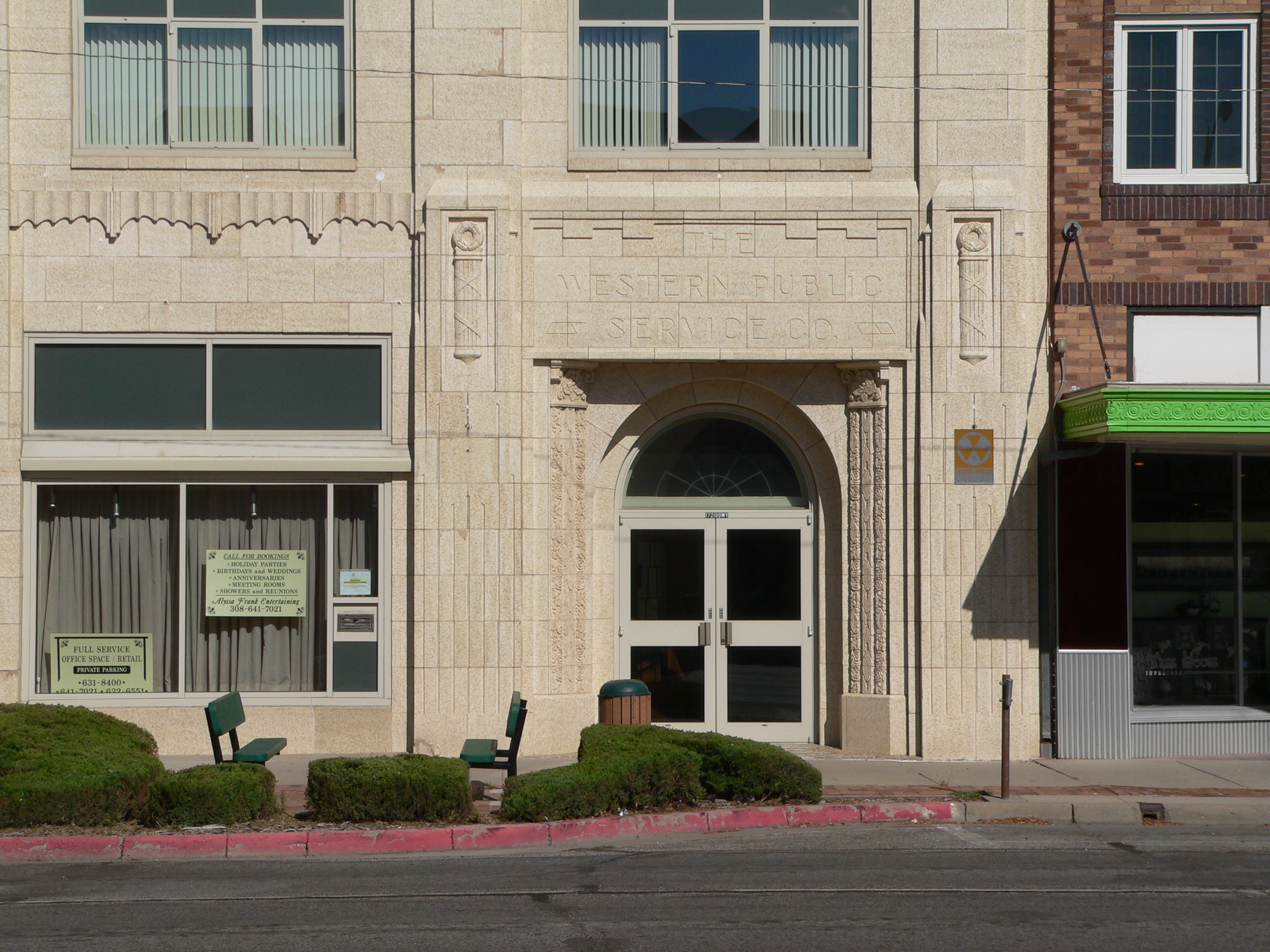
Entrada principal
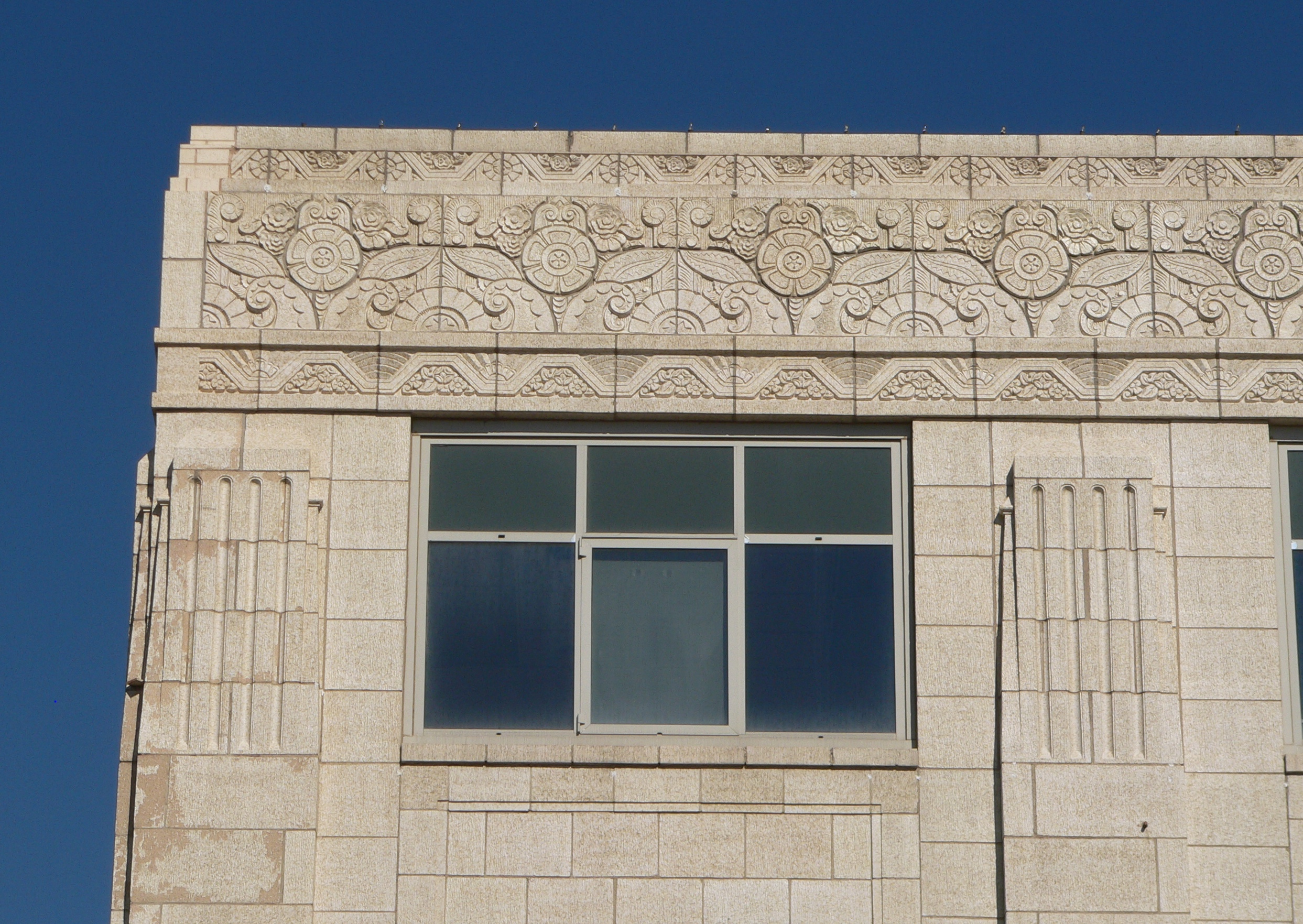
Relieve decorativo